# IDJ Tunes
 (транскр.  Ај-Ди-Џеј тјунс) српска је дискографска кућа из Београда. Основана је 2013. године. Налази се у потпуном власништву групације United Group.
Поред продукције спотова IDJ Videos, компанија IDJ је проширила своју делатност и на издаваштво, када је основан IDJ Tunes. Јутјуб канал издавачке куће отворен је маја 2009. године и њихови снимци тренутно имају преко 100 милиона прегледа. А Јутјуб канал преко 5 милијарди прегледа.

## Извођачи
За више од деценију постојања, IDJ Tunes је сарађивао са неколико десетина музичара из Србије и региона и објавио више стотина поп, фолк и реп песама бројних извођача.
Списак извођача у оквиру издавачке куће IDJ Tunes:
- Александра Пријовић
- Влада Матовић
- Вук Моб
- Гастоз
- Гога Секулић
- Дадо Полумента
- Дара Бубамара
- Емина Јаховић
- Ем-си Стојан
- Корона
- Конект
- Марина Висковић
- Милан Станковић
- Николија Јовановић
- Реља Поповић
- Девито
- Римски
- Цоби
- Сандра Африка
- Тања Савић
- Теодора Џехверовић
- ТХЦФ
- Цвија
- Ша